# ワゴン (荷台)

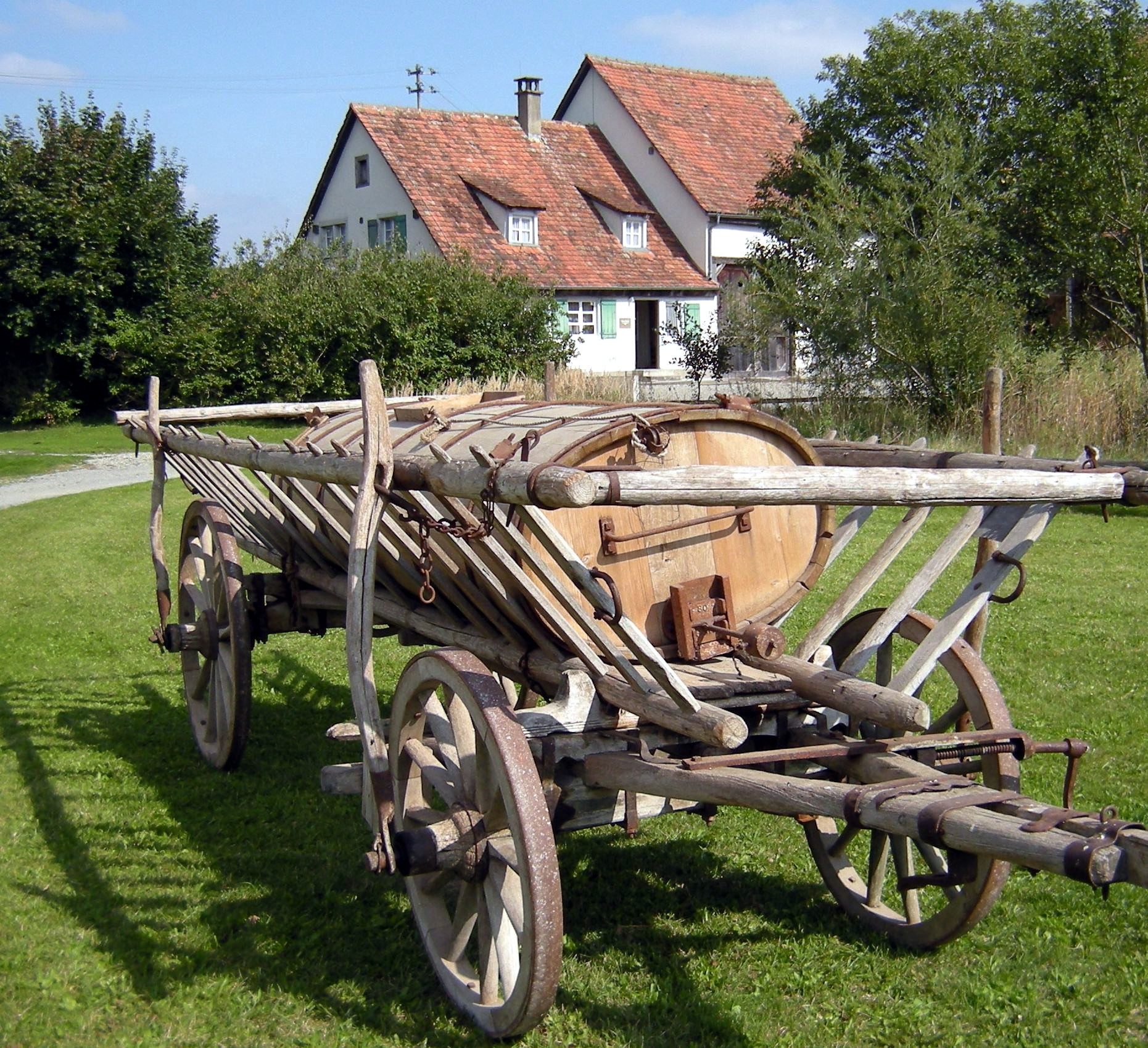
ヨーロッパ全体で一般的なタイプのドイツの干し草ワゴン（ leiterwagen ）。側面は実際には干し草や穀物の封じ込めとして機能するように取り付けられたはしごであり、木材を運搬するためなどに取り外すことが可能

ワゴンとは、足に車輪をつけ、移動を便利にした荷台を指す。料理の運搬や品物を陳列するためなどの用途に用いられる。

## 概要

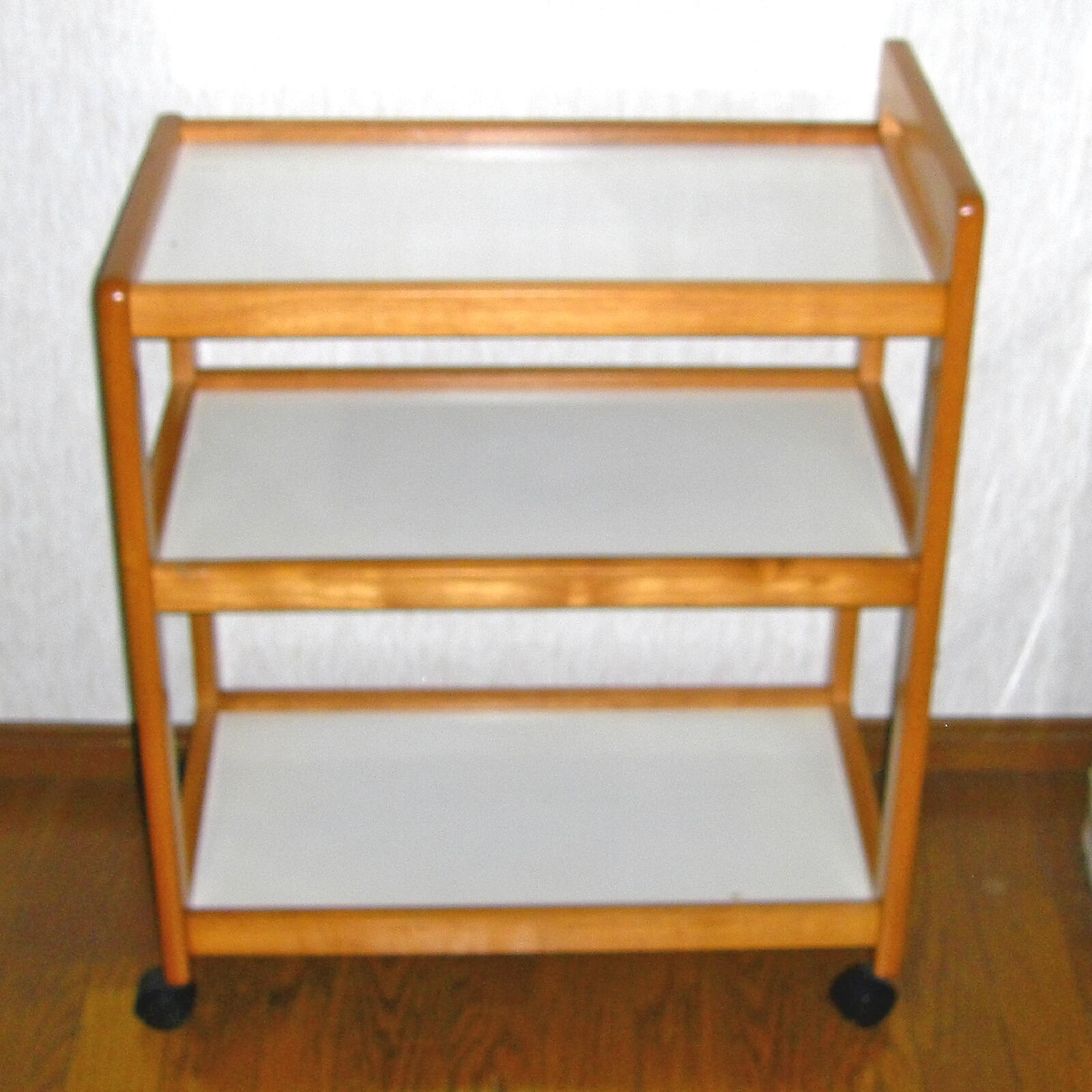
ワゴン

高さ1m～1.2m程度である。手で押して動かしやすいように取っ手がついているものもある。ただの台であることも数段に分かれていることもあるが、引出しや蓋などはないのが一般的である。
百貨店やスーパーマーケットで畳1畳ほどの大型のワゴンに品物を陳列し、タイムセール（タイムサービス）、バーゲン、見切り品の販売などを行うことを、ワゴンセールと言う。

台所や洗面台の脇など小物が多くなりがちな場所に収納用に置かれる、家庭用のワゴンもある（キッチンワゴン、ランドリーワゴン等）。
また、料理店などで料理をワゴンに載せて客席まで運び、客の目の前で料理の仕上げをしたり、小皿に取り分けるなどの給仕を行うことや、鉄道の車内販売などでワゴンに商品を載せて売り歩くことを、ワゴンサービスと呼ぶ。

## ワゴンの種類

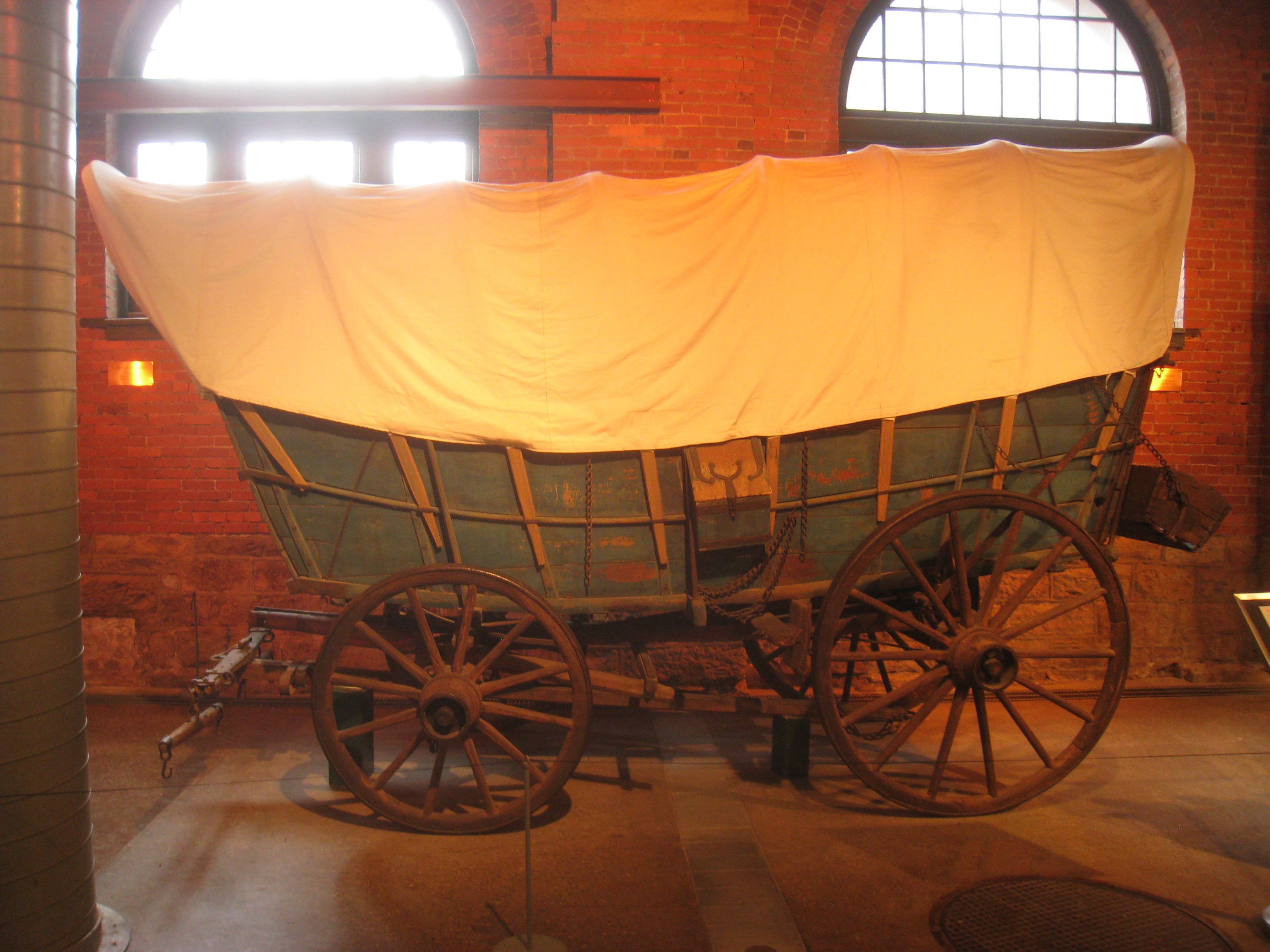
コネストーガ幌馬車は、18世紀から19世紀にかけて、米国とカナダで長距離輸送に広く使用されていた貨車の一種です。

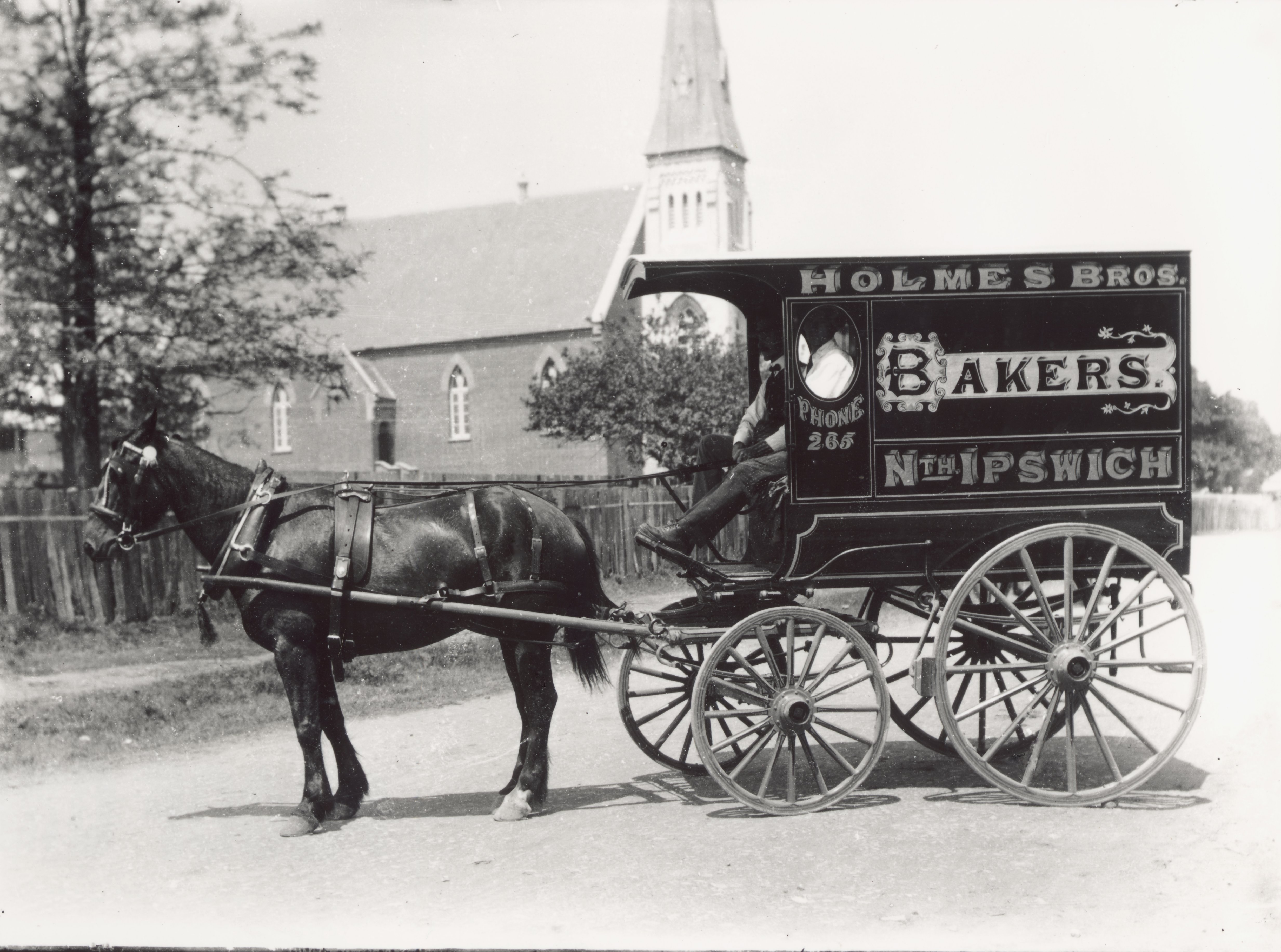
オーストラリア、クイーンズランド州のパン屋配達ワゴン

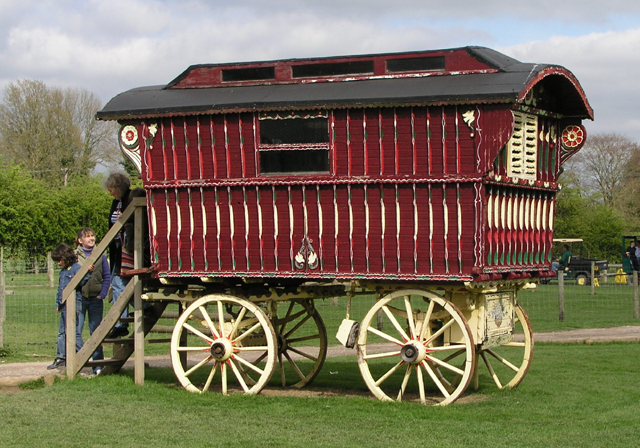
イギリスのロマニヴァルド

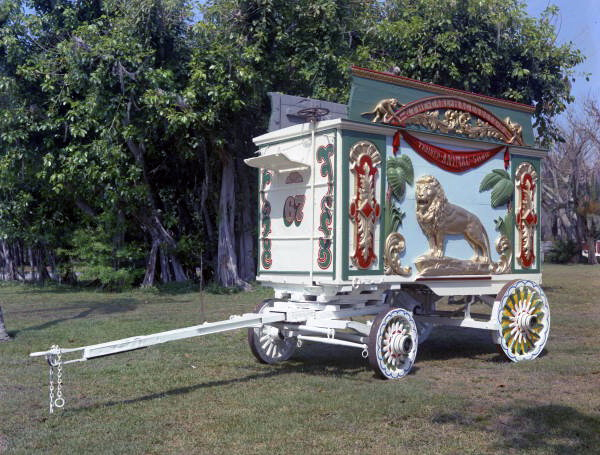
1904年に建てられた「ライオンタブロー」サーカスパレードワゴン

### 灌漑用

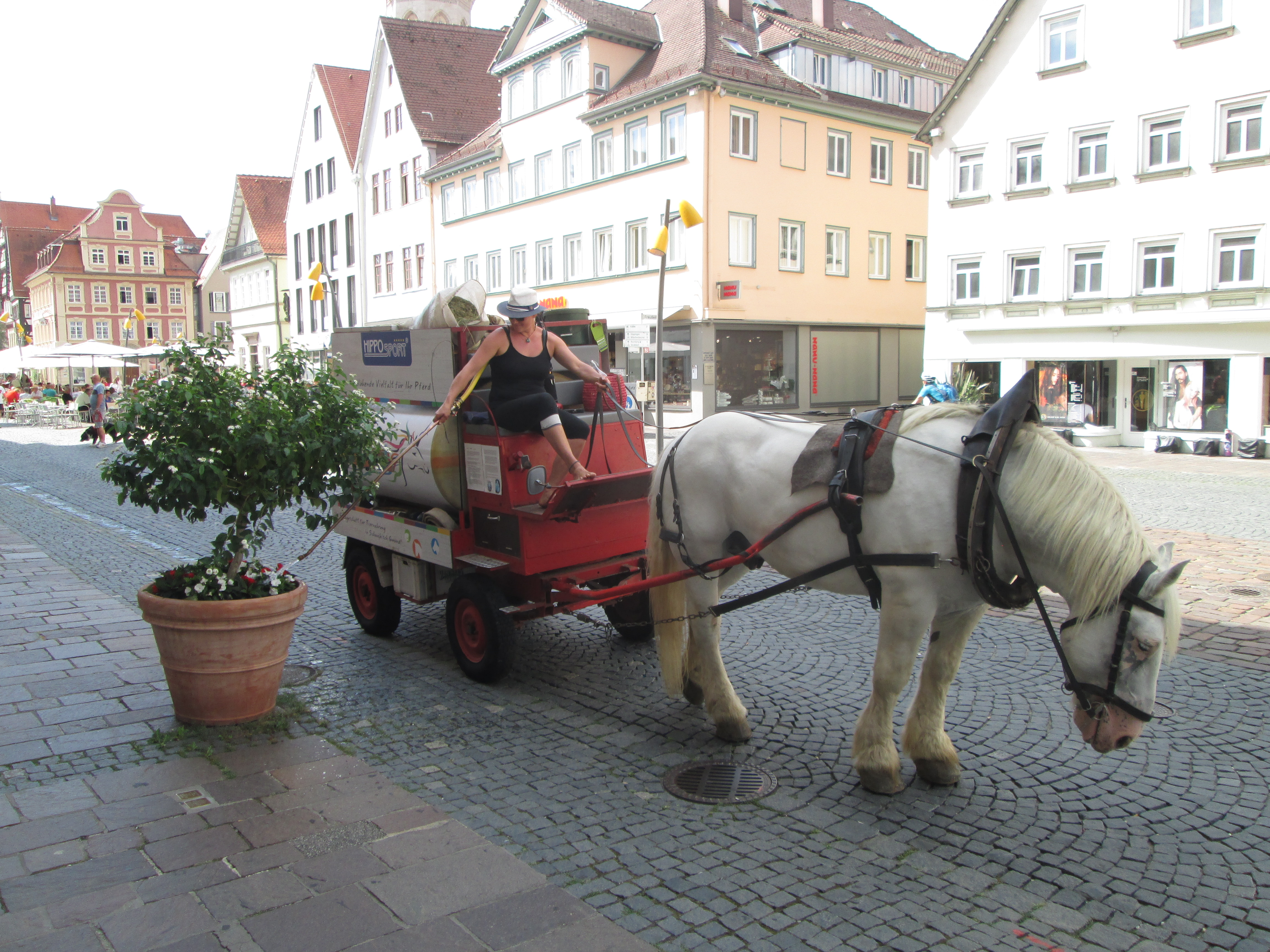
灌漑用馬車、2018年

## アートのワゴン

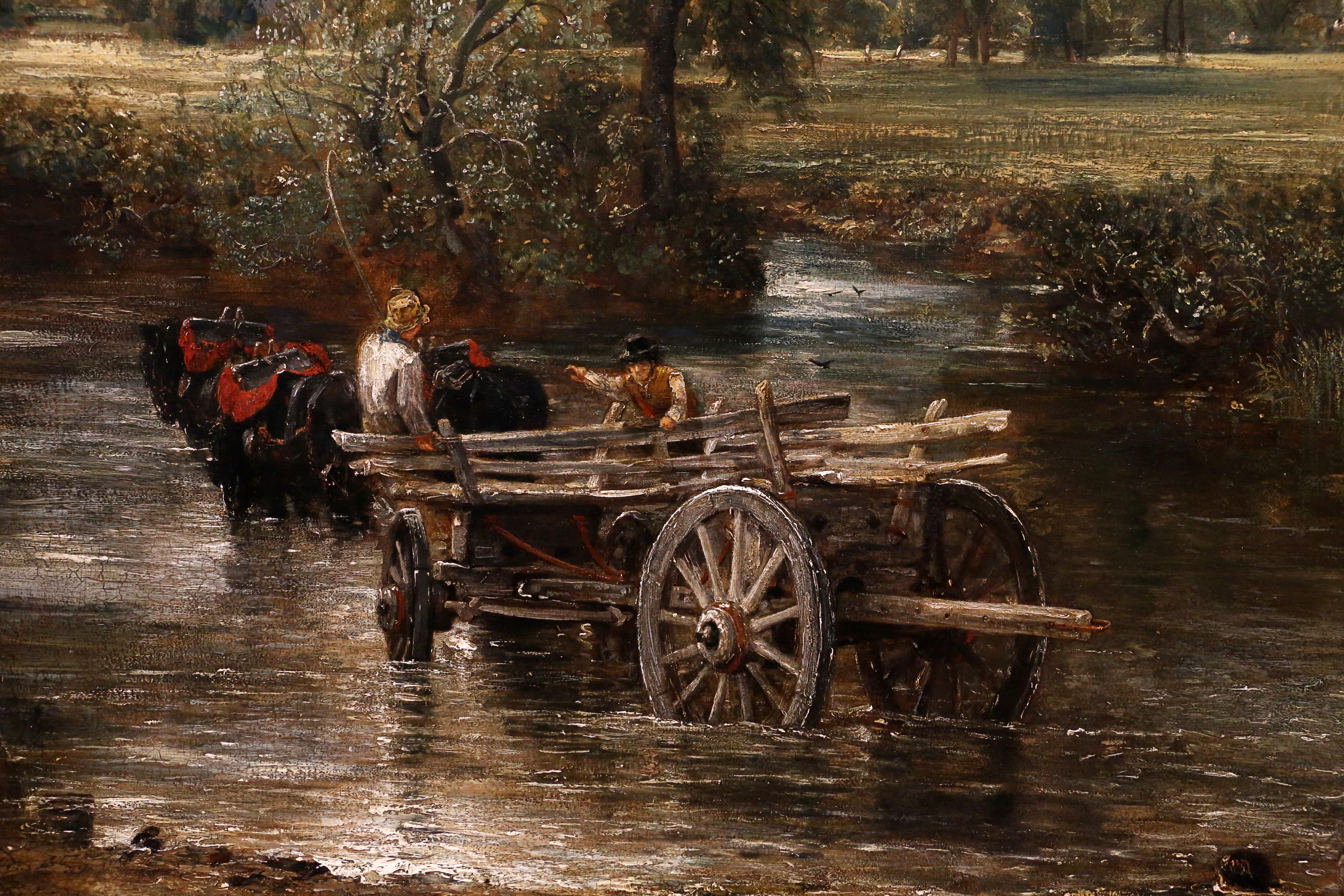
ジョン・コンスタブルの絵画『乾草の車』の詳細

## ギャラリー

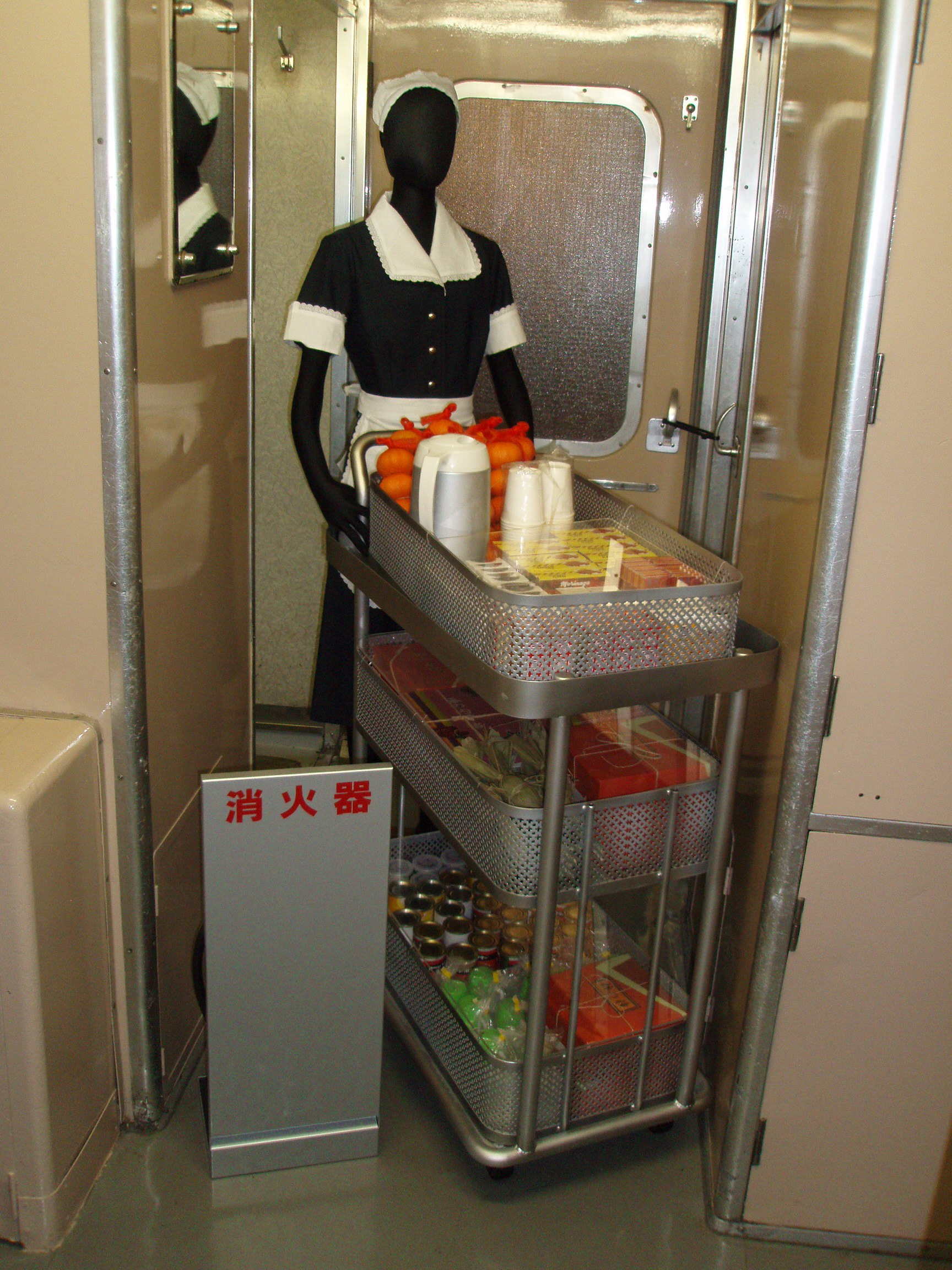
鉄道博物館展示再現の車内販売（1960年代の旧国鉄）
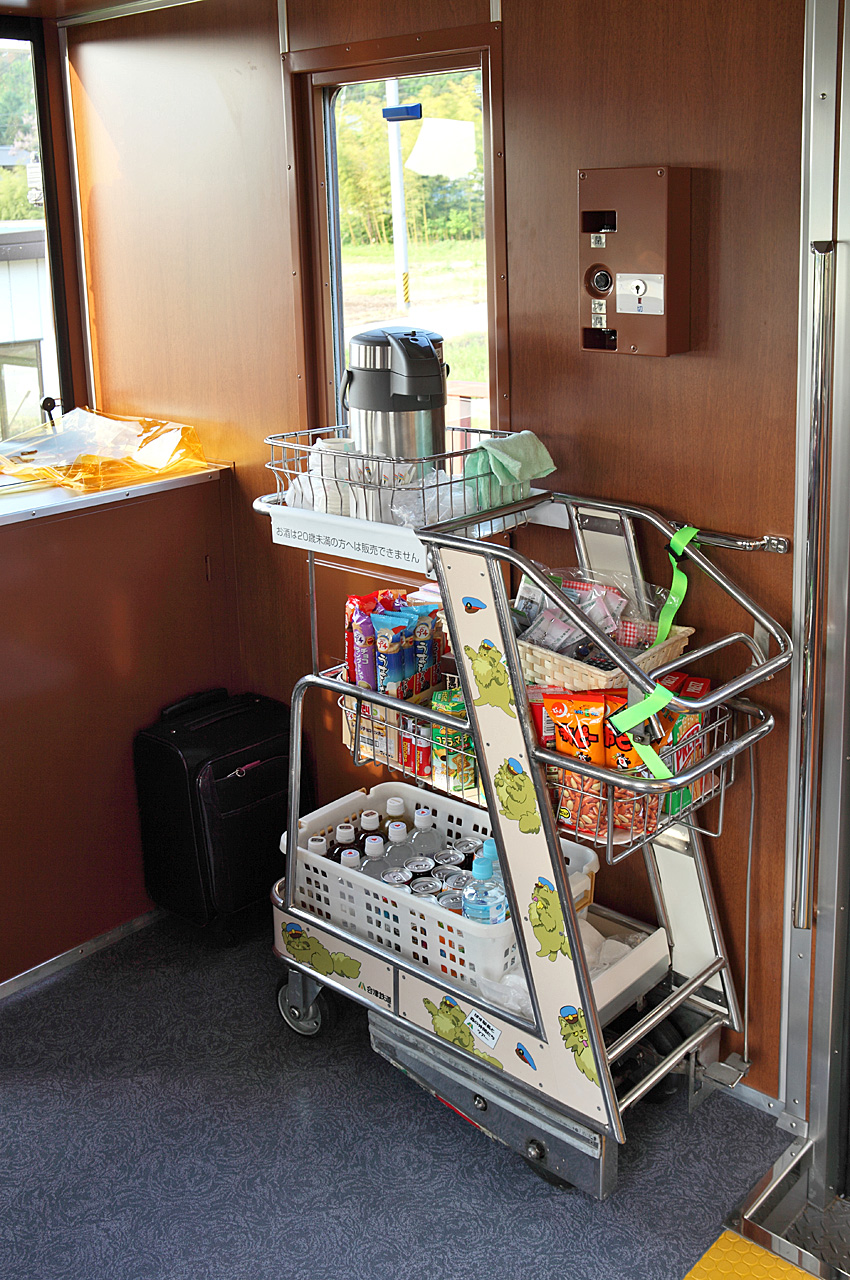
ワゴンサービス（AIZUマウントエクスプレス）
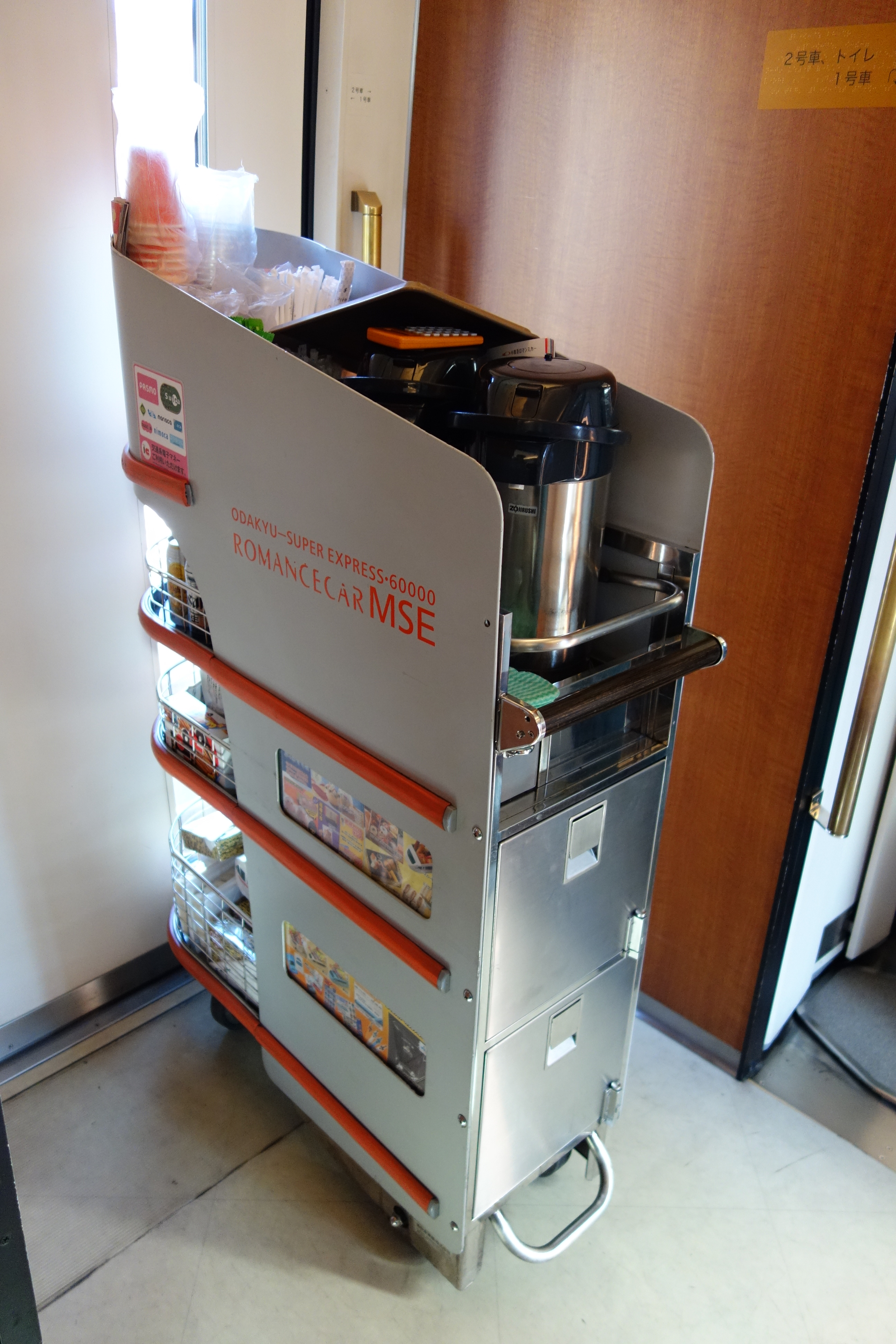
ワゴンサービス（小田急ロマンスカーMSE）
図書室のワゴン